# Ruth Hughes Aarons
Ruth Hughes Aarons (ur. 11 czerwca 1918 w Stamford, zm. 6 czerwca 1980 w Los Angeles) – amerykańska tenisistka stołowa, trzykrotna mistrzyni świata. 
Pięciokrotnie zdobywała medale mistrzostw świata. Zwyciężała w grze pojedynczej w 1936 oraz w turnieju drużynowym w 1937 roku w Baden. W 1937 podczas mistrzostw świata w Baden nie odbył się jej pojedynek finałowy z Niemką Gertrude Pritzi. Wówczas tytułu nie przyznano, jednak od kwietnia 2001 decyzją ITTF obie zawodniczki figurują na liście triumfatorów mistrzostw świata w grze pojedynczej.